# Édouard d'Apvril
Édouard d'Apvril, né Marie Antoine Philibert Édouard d'Apvril le 8 janvier 1843 à Grenoble, décédé le 12 octobre 1928 est un peintre français.

## Biographie
Il fut élève de Félix Cottavoz à Grenoble et d'Isidore Pils à Paris. En 1868, son premier envoi au Salon de Paris  (Jeune fille à sa toilette et Portrait de jeune homme) est accepté. Il y participera régulièrement par la suite jusqu'en 1885. 
Après ses études à l'École des Beaux-Arts, il revient à Grenoble pour se consacrer à son art. 
Inspiré par les maîtres flamands et hollandais qu'il copiait à ses débuts au musée de Grenoble, il fit un voyage en Hollande en 1887. Il fréquenta le cercle des peintres qui se retrouvaient le dimanche à  Proveysieux. Il perd la vue à partir de 1918.
Édouard d'Apvril est enterré au cimetière Saint-Roch de Grenoble. 

## Son œuvre

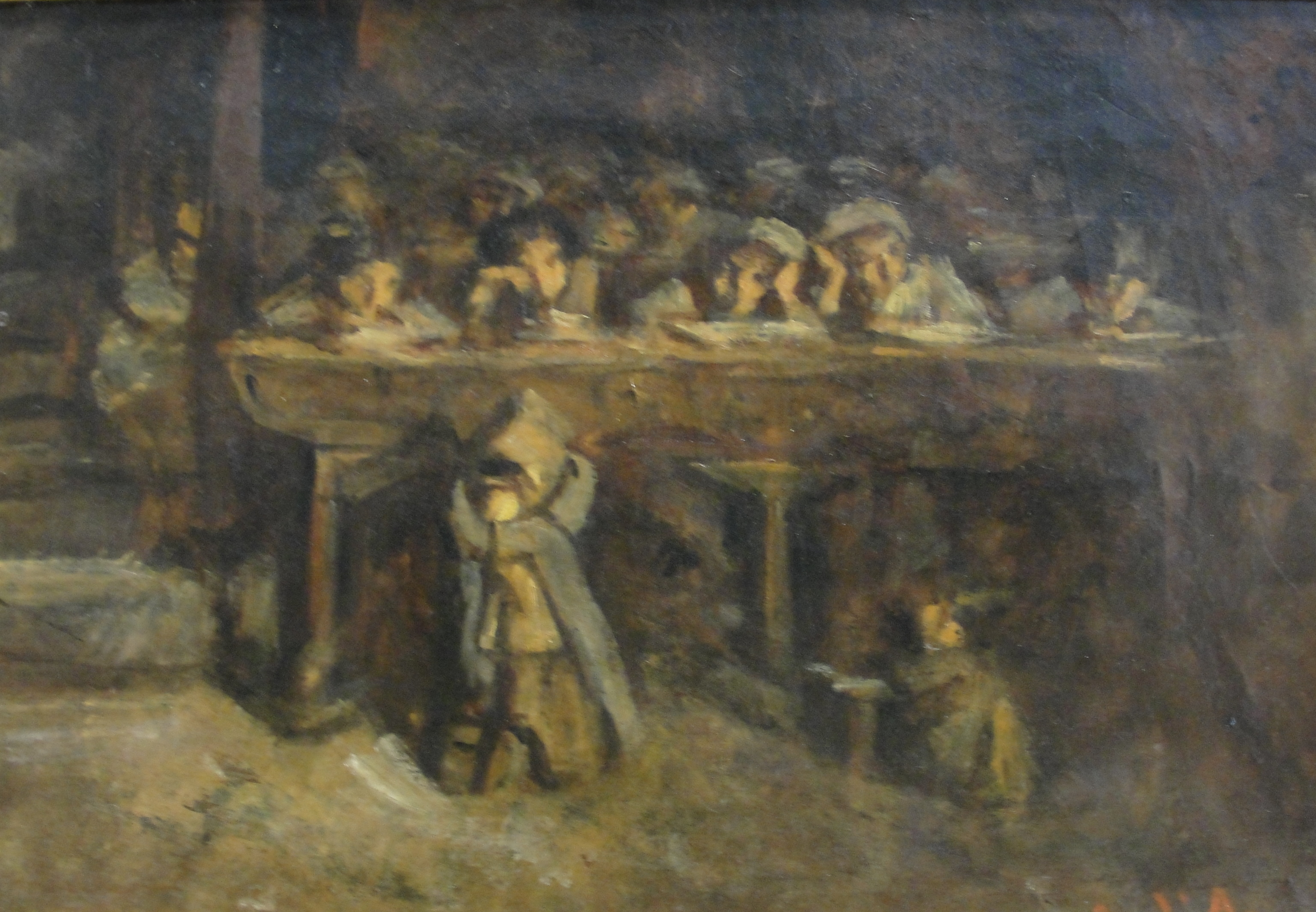
Une classe d'école, tableau d'Apvril vers 1874

Il fut avant tout un peintre de genre et un portraitiste.

## Odonymie
- Place d'Aprvil, à Grenoble. Cette place est située entre l'hôtel des Postes de Grenoble qui la borde et la basilique Saint-Joseph de Grenoble qui se situe sur la place de Metz.